# Route nationale 420
Pour les articles homonymes, voir Route 420.
La route nationale 420, ou RN 420, est une ancienne route nationale française reliant Épinal à Dorlisheim.
Le tracé Schirmeck-Dorlisheim double le tracé de l'ancienne RN 392, car son tracé originel (datant des nationalisations des années 1930) reliait seulement Épinal à Schirmeck. À la suite du déclassement de 2006 elle est devenue RD 420 d'Épinal au col de Saales et RD 1420 du col de Saales à Dorlisheim.
Une liaison a été créée entre Mutzig et Dorlisheim en novembre 2018 pour desservir l'espace Atrium.[réf. nécessaire]

## Tracé

### D'Épinal à Aydoilles (D 420)
- Épinal (km 0)
- Deyvillers (km 7)
- Aydoilles (km 12)

Le tronçon d'Aydoilles à Girecourt-sur-Durbion était autrefois une partie de la RN 59BIS qui était devenu RN 420 à sa disparition.

### De Girecourt-sur-Durbion à Saint-Dié-des-Vosges (D 420)
- Girecourt-sur-Durbion (km 16)
- Gugnécourt (km 17)

La route recevait ensuite la RN 423
- Grandvillers (km 21)
- Brouvelieures (km 29)
- Saint-Dié-des-Vosges (km 50)

La route faisait tronc commun avec la RN 59 pour traverser Saint-Dié-des-Vosges. Elle n'existait plus entre Saint-Dié-des-Vosges à Provenchères-sur-Fave où on emprunte de nos jours le tracé de la RN 159. L'ancien tracé subsiste sous la forme d'une RD 420 parallèle.

### De Saint-Dié-des-Vosges à Provenchères-sur-Fave (D 420)
- Remomeix (km 55)
- Neuvillers-sur-Fave (km 58)

### De Provenchères-sur-Fave à Dorlisheim (D 1420)
- Provenchères-sur-Fave (km 63)
- Saales (km 70)
- Rothau (km 86)
- Schirmeck (km 89)
- Dorlisheim (km 113)

### Ancien tracé de Provenchères-sur-Fave à Schirmeck (D 420)
La route passait autrefois dans toutes les communes :
- Provenchères-sur-Fave
- Saales
- Bourg-Bruche
- Saint-Blaise-la-Roche où elle croisait la RN 424
- Devant-Fouday, lieu-dit annexé à la commune de Plaine
- Rothau
- Schirmeck où elle rejoignait la RN 392

## Voie express
- Carrefour giratoire entre la RD 1420 et la RD 2420
- Tunnel
- D 392 : Schirmeck, Barembach, Hersbach
- Carrefour giratoire avec la RD 904
- Carrefour avec la RD 804
- D 191 : Muhlbach-sur-Bruche, Lutzelhouse, Urmatt
- D 392 : Urmatt, Niederhaslach, Oberhaslach, Wangenbourg
- Carrefour giratoire avec la RD 704
- Station-service (sens Schirmeck - Molsheim)
- D 217 : Gresswiller, Dinsheim, Mutzig
- Échangeur entre RD 1420, RD 500 et A 352